# میخائیل آلبوف
میخائیل نیلوویچ آلبوف (به روسی: Михаи́л Ни́лович А́льбов) یک نویسندهٔ اهل کشور روسیه است.
وی در سال ۱۸۵۱ در شهر سنت پترزبورگ زاده شد. وی از سنین کودکی علاقه و اشتیاق فراوانی به مطالعه داشت. این نویسنده به مطالعهٔ آثار خارجی داشت، آثاری مانند: رابینسون کروزوئه و دیوید کاپرفیلد. رمانی از نیکلای گوگول به نام «ارواح مرده» ناثیر زیادی روی آلبوف نهاد. در سن سیزده سالگی، داستانی از آلبوف به نام «زندگینامهٔ یک مستاجر زیرزمینی» به وسیلهٔ Peterburgsky Listok(اخبار سنت پترزبورگ) منتشر شد. پس از این موفقیت مدرسه را رها کرد تا بیشتر روی کارهای ادبی اش تمرکز کند.
نخستین رمانش را که در سال ۱۸۶۶ نگاشت، «روی جادهٔ جدید» نام داشت که توجه بسیاری از افراد را به خود جلب کرد. در سال ۱۸۷۳ به مدرسه بازگشت و آن را خیلی سریع به پایان رساند. پس از آن به تحصیل در دانشگاه دولتی سن پترزبورگ پرداخت و در سال ۱۸۷۹ در رشتهٔ حقوق فارغ التحصیل شد. پس از فارغ التحصیل شدن، در یک پادگان ارتش شغلی غیرنظامی بدست آورد اما پس از چند ماه استعفا داد. در دههٔ ۱۸۹۰ وی ویراستار یک مجله به نام «Severny Vestnik» بود.
این نویسنده در سال ۱۹۱۱ و در شهر سنت پترزبورگ درگذشت.